# Estadio de Atotxa
Das Estadio de Atotxa (spanisch Estadio de Atocha, voller Name: Estadio Municipal de Atocha, kurz: Atotxa) war ein Fußballstadion in der spanischen Stadt San Sebastián; Autonome Gemeinschaft Baskenland.

## Geschichte
Das Estadio de Atotxa war achtzig Jahre von 1913 bis 1993 die Heimspielstätte des Erstligisten Real Sociedad San Sebastián. Es bot zum Schluss 17.000 Zuschauern Platz. 1993 wechselte Real Sociedad in das neugebaute Estadio Anoeta (heute: Reale Arena). Nach einigen Jahren Leerstand wurde die alte Spielstätte 1999 abgerissen. Auf dem ehemaligen Stadiongelände wurden Wohnhäuser errichtet. Das Atotxa selbst war Nachfolger des Estadio de Ondarreta, in dem Real Sociedad von 1909 bis 1913 beheimatet war.
Am 28. Dezember 1982 fand im Atotxa das Rückspiel um die Supercopa de España statt. Nach einem 0:1 gegen Real Madrid im Hinspiel in Madrid gewann Real Sociedad die Supercopa durch ein 4:0 nach Verlängerung im heimischen Stadion.